# Simone Perrotta
Simone Perrotta (pronunciación en italiano: /siˈmoːne perˈrɔtta/; Ashton-under-Lyne, Inglaterra, 17 de septiembre de 1977) es un exfutbolista italiano nacido en Inglaterra. Jugaba de centrocampista.

## Biografía
Nació en Ashton-under-Lyne, en el Gran Mánchester, donde vivió hasta la edad de cinco años. En este país hay estatuas que representan a Jimmy Armfield, Geoff Hurst y el mismo Perrotta, los tres jugadores, que han nacido en el país, ganando una Copa del Mundo.

## Trayectoria
En la liga italiana debutó con el Reggina Calcio en 1995, pasó también por los equipos Juventus de Turín, Bari y ChievoVerona. En el verano de 2004 fichó por la A. S. Roma, donde pudo disputar la final de la Copa Italia en la temporada 2005-06, pero fue el Inter de Milán quien se haría con el título.

## Selección nacional
Ha sido internacional con la selección de fútbol de Italia en 48 ocasiones y ha marcado 2 goles. Debutó el 20 de noviembre de 2002, en un encuentro amistoso ante la selección de Turquía que finalizó con marcador de 1-1.

### Participaciones en Copas del Mundo
| Copa              | Sede     | Resultado | Partidos | Goles |
| ----------------- | -------- | --------- | -------- | ----- |
| Copa Mundial 2006 | Alemania | Campeón   | 7        | 0     |

### Participaciones en Eurocopas
| Copa                 | Sede            | Resultado        | Partidos | Goles |
| -------------------- | --------------- | ---------------- | -------- | ----- |
| Eurocopa Sub-21 2000 | Eslovaquia      | Campeón          | 2        | 0     |
| Eurocopa 2004        | Portugal        | Primera fase     | 3        | 1     |
| Eurocopa 2008        | Austria · Suiza | Cuartos de final | 3        | 0     |

## Estadísticas

### Clubes
| Club | Div.          | Temporada     | Liga  | Liga  | Copa Italia | Copa Italia | Torneos internacionales(1) | Torneos internacionales(1) | Otros(2) | Otros(2) | Total | Total | Media goleadora |
| Club | Div.          | Temporada     | Part. | Goles | Part.       | Goles       | Part.                      | Goles                      | Part.    | Goles    | Part. | Goles | Media goleadora |
| --- | ------------- | ------------- | ----- | ----- | ----------- | ----------- | -------------------------- | -------------------------- | -------- | -------- | ----- | ----- | --------------- |
| Reggina Calcio · Italia | 2.ª           | 1995-96       | 22    | 0     | —           | —           | —                          | —                          | —        | —        | 22    | 0     | 0.00            |
| Reggina Calcio · Italia | 2.ª           | 1996-97       | 29    | 0     | —           | —           | —                          | —                          | —        | —        | 29    | 0     | 0.00            |
| Reggina Calcio · Italia | 2.ª           | 1997-98       | 26    | 1     | —           | —           | —                          | —                          | —        | —        | 26    | 1     | 0.04            |
| Reggina Calcio · Italia | Total club    | Total club    | 77    | 1     | —           | —           | —                          | —                          | —        | —        | 77    | 1     | 0.01            |
| Juventus F. C. · Italia | 1.ª           | 1998-99       | 7     | 0     | 6           | 1           | 1                          | 0                          | —        | —        | 14    | 1     | 0.07            |
| Juventus F. C. · Italia | 1.ª           | 1999-00       | 0     | 0     | 0           | 0           | 1                          | 0                          | —        | —        | 1     | 0     | 0.00            |
| Juventus F. C. · Italia | Total club    | Total club    | 7     | 0     | 6           | 1           | 2                          | 0                          | —        | —        | 15    | 1     | 0.07            |
| A. S. Bari · Italia | 1.ª           | 1999-00       | 31    | 1     | —           | —           | —                          | —                          | —        | —        | 31    | 1     | 0.03            |
| A. S. Bari · Italia | 1.ª           | 2000-01       | 25    | 0     | 0           | 0           | —                          | —                          | —        | —        | 25    | 0     | 0.00            |
| A. S. Bari · Italia | Total club    | Total club    | 56    | 1     | 0           | 0           | —                          | —                          | —        | —        | 56    | 1     | 0.02            |
| A. C. ChievoVerona · Italia | 1.ª           | 2001-02       | 32    | 4     | 3           | 1           | —                          | —                          | —        | —        | 35    | 5     | 0.14            |
| A. C. ChievoVerona · Italia | 1.ª           | 2002-03       | 32    | 1     | 0           | 0           | 2                          | 0                          | —        | —        | 34    | 1     | 0.03            |
| A. C. ChievoVerona · Italia | 1.ª           | 2003-04       | 31    | 1     | 0           | 0           | —                          | —                          | —        | —        | 31    | 1     | 0.03            |
| A. C. ChievoVerona · Italia | Total club    | Total club    | 95    | 6     | 3           | 0           | 2                          | 0                          | —        | —        | 100   | 6     | 0.06            |
| A. S. Roma · Italia | 1.ª           | 2004-05       | 30    | 3     | 5           | 0           | 4                          | 0                          | —        | —        | 39    | 3     | 0.08            |
| A. S. Roma · Italia | 1.ª           | 2005-06       | 35    | 5     | 5           | 2           | 7                          | 1                          | —        | —        | 47    | 8     | 0.17            |
| A. S. Roma · Italia | 1.ª           | 2006-07       | 34    | 8     | 7           | 4           | 9                          | 1                          | 1        | 0        | 51    | 13    | 0.25            |
| A. S. Roma · Italia | 1.ª           | 2007-08       | 29    | 5     | 6           | 1           | 6                          | 1                          | 0        | 0        | 41    | 7     | 0.17            |
| A. S. Roma · Italia | 1.ª           | 2008-09       | 25    | 5     | 2           | 0           | 6                          | 0                          | 1        | 0        | 34    | 5     | 0.15            |
| A. S. Roma · Italia | 1.ª           | 2009-10       | 32    | 5     | 3           | 0           | 5                          | 1                          | —        | —        | 40    | 5     | 0.13            |
| A. S. Roma · Italia | 1.ª           | 2010-11       | 26    | 3     | 3           | 0           | 6                          | 1                          | 1        | 0        | 35    | 4     | 0.11            |
| A. S. Roma · Italia | 1.ª           | 2011-12       | 19    | 0     | 2           | 0           | 2                          | 1                          | —        | —        | 23    | 1     | 0.04            |
| A. S. Roma · Italia | 1.ª           | 2012-13       | 16    | 2     | 1           | 0           | 0                          | 0                          | —        | —        | 17    | 2     | 0.12            |
| A. S. Roma · Italia | Total club    | Total club    | 246   | 36    | 33          | 7           | 44                         | 6                          | 3        | 0        | 329   | 49    | 0.15            |
| Total carrera | Total carrera | Total carrera | 479   | 44    | 43          | 9           | 48                         | 6                          | 3        | 0        | 576   | 59    | 0.1             |
| (1) Incluye datos de la Liga de Campeones (1998-11), Copa Intertoto (1999), Copa de la UEFA (2002-06) y Liga Europa (2009-12). (2) Incluye datos de la Supercopa de Italia (2006-10). |               |               |       |       |             |             |                            |                            |          |          |       |       |                 |

### Selección nacional
| Selección         | Temporada       | Amistosos | Amistosos | Clasificación | Clasificación | Eurocopa | Eurocopa | Mundial | Mundial | Total | Total |
| Selección         | Temporada       | Part.     | Goles     | Part.         | Goles         | Part.    | Goles    | Part.   | Goles   | Part. | Goles |
| ----------------- | --------------- | --------- | --------- | ------------- | ------------- | -------- | -------- | ------- | ------- | ----- | ----- |
| Sub-21 · Italia   | 1998            | 1         | 0         | —             | —             | —        | —        | —       | —       | 1     | 0     |
| Sub-21 · Italia   | 1999            | —         | —         | 1             | 0             | —        | —        | —       | —       | 1     | 0     |
| Sub-21 · Italia   | 2000            | 2         | 1         | —             | —             | 2        | 0        | —       | —       | 4     | 1     |
| Sub-21 · Italia   | Total           | 3         | 1         | 1             | 0             | 2        | 0        | —       | —       | 6     | 1     |
| Absoluta · Italia | 2002            | 1         | 0         | —             | —             | —        | —        | —       | —       | 1     | 0     |
| Absoluta · Italia | 2003            | 6         | 0         | 5             | 0             | —        | —        | —       | —       | 11    | 0     |
| Absoluta · Italia | 2004            | 5         | 0         | 1             | 0             | 3        | 1        | —       | —       | 9     | 1     |
| Absoluta · Italia | 2005            | —         | —         | —             | —             | —        | —        | —       | —       | —     | —     |
| Absoluta · Italia | 2006            | 3         | 0         | 3             | 1             | —        | —        | 7       | 0       | 13    | 1     |
| Absoluta · Italia | 2007            | —         | —         | 5             | 0             | —        | —        | —       | —       | 5     | 0     |
| Absoluta · Italia | 2008            | 3         | 0         | 2             | 0             | 3        | 0        | —       | —       | 8     | 0     |
| Absoluta · Italia | 2009            | 1         | 0         | —             | —             | —        | —        | —       | —       | 1     | 0     |
| Absoluta · Italia | Total           | 19        | 0         | 16            | 1             | 6        | 1        | 7       | 0       | 48    | 2     |
| Total selección   | Total selección | 22        | 1         | 17            | 1             | 8        | 1        | 7       | 0       | 54    | 3     |

#### Goles internacionales
| N.º | Fecha                 | Lugar                                  | Rival    | Gol | Resultado | Competición                         |
| --- | --------------------- | -------------------------------------- | -------- | --- | --------- | ----------------------------------- |
| 1   | 22 de junio de 2004   | Estádio D. Afonso Henriques, Guimarães | Bulgaria | 1-1 | 2-1       | Eurocopa 2004                       |
| 2   | 11 de octubre de 2006 | Estadio Borís Paichadze, Tiflis        | Georgia  | 3-1 | 3-1       | Clasificación para la Eurocopa 2008 |

## Palmarés

### Campeonatos nacionales
| Título              | Club       | País   | Año  |
| ------------------- | ---------- | ------ | ---- |
| Copa Italia         | A. S. Roma | Italia | 2007 |
| Supercopa de Italia | A. S. Roma | Italia | 2007 |
| Copa Italia         | A. S. Roma | Italia | 2008 |

### Campeonatos internacionales
| Título                 | Club                       | Sede       | Año  |
| ---------------------- | -------------------------- | ---------- | ---- |
| Eurocopa Sub-21        | Selección de Italia sub-21 | Eslovaquia | 2000 |
| Copa Mundial de Fútbol | Selección de Italia        | Alemania   | 2006 |

### Distinciones individuales
| Distinción                 | Año  |
| -------------------------- | ---- |
| Goleador de la Copa Italia | 2007 |

### Condecoraciones
| Condecoración                                          | Año  |
| ------------------------------------------------------ | ---- |
| Collar de Oro al Mérito Deportivo                      | 2006 |
| Oficial de la Orden al Mérito de la República Italiana | 2006 |